# 锡罗希
锡罗希（Sirohi）是印度拉贾斯坦邦锡罗希县的一个城镇，常住人口为35531人（2001年）。

## 人口
该地2001年总人口35531人，其中男性18777人，女性16754人；0—6岁人口5140人，其中男2834人，女2306人；识字率65.71%，其中男性为76.19%，女性为53.95%。